# Tökéletes célpont (film)
A Tökéletes célpont (eredeti cím: Hard Target) egy 1993-as amerikai akciófilm, amiben Jean-Claude Van Damme, Lance Henriksen, Arnold Vosloo, Yancy Butler és Wilford Brimley játszik. Ez volt az első amerikai munkája a híres és nemzetközileg is elismert hongkongi rendezőnek, John Woo-nak, miután kivándorolt az Egyesült Államokba. A horrorendező, Sam Raimi volt az executive producere a mozinak, a forgatás pedig New Orleansban, Louisiana államban zajlott.

## Történet
|  | Alább a cselekmény részletei következnek! |

Douglas Binder egy hideg New Orleans-i éjszakán fegyveres emberek elől menekül, akik vadásznak rá és meg akarják ölni. A vadászok vezére Emil Fouchon (Lance Henriksen), jobbkeze pedig a hidegvérű, kegyetlen Van Cleef (Arnold Vosloo). Binder eljut a folyóhoz, alig pár lépésre van a menedéktől, de az utolsó pillanatban lelövik. Másnap Binder lánya, Natasha (Yancy Butler) a városba érkezik, apját szeretné megtalálni. A rendőrségen nem tudnak segíteni, azt tanácsolják, keresse fel a közeli hajléktalan menhelyeket. Natasha elmegy egy gyorsétkezdébe felváltani a pénzét, de kint huligánok támadják meg. Ekkor tűnik fel a volt katona, Chance Boudreaux (Jean-Claude Van Damme). Megvédi Natashát, majd eltűnik. A nő felkeres egy menhelyet, ahol megtudja, hogy az apja valószínűleg hajléktalan volt, de ennél több információt nem kap. Felkeresi Chancet, aki némi fizetségért cserébe hajlandó segíteni.
Újra elmennek a menhelyre és felkeresik Elijah Ropert, Chance régi barátját. A férfi megtalálta Binder bőröndjét, amiben pár holmi és egy szextelefon hirdetés van. Chance elkezd gondolkodni, így eljut a Emil egyik emberéhez, Randalhez. Randal nem mond nekik semmit, így nem jutnak semmire. Később megtudják, Natasha apja meghalt, súlyos égési sérüléseket szenvedett. Mivel Fouchon lefizette a rendőrség orvosát, több nem derül ki. Van Cleef megorrol Randalra, mivel nem figyelmeztette őt és főnökét, hogy Chance és a nő érdeklődik a halott veterán iránt. Randal tagad, de van Cleef nem hisz neki és egy ollóval levágja az egyik fülcimpáját. Fouchon úgy dönt, utoljára rendez vadászatot a városban és a szeme Roperen akad meg, aki el is vállalja az üldözött szerepét. Roper megsebesíti vadászóját és eljut a városba, de mivel megsérült és nem hajlandó egyik járókelő sem segíteni neki, őt is megölik.
Másnap Chance elmegy Binder halálának helyszínére és megtalálja a férfi dögcédulájának másik felét, amin egy golyó ütötte lyuk van. Hirtelen megjelennek van Cleef emberei és megverik Chance-t, akit a balhé után letartóztatnak és bevisznek a rendőrkapitányságra. Mitchell nyomozó kifaggatja Chance-t, aki megmutatja a dögcédulát, majd megjelenik Natasha és eldöntik, hogy elmennek Randal-hoz, mivel ő az egyetlen használható nyom, amin elindulhatnak.
Randal el akar menekülni, de van Cleef megöli, majd mikor el akarna menni, megjelennek Chanceék. Mitchell rendőrtisztet lelövik, Chance és Natasha pedig motoron menekül. Sikerül lerázni az üldözőket és egy vonaton elszökni a mocsárba. Fouchon vadászokat hív és hajtóvadászatot indít Chance ellen. A páros elmegy Chance nagybátyjához, Douvee bácsihoz, aki segít nekik. Sorban elintézik Fouchon embereit, majd egy gyárban folytatódik a párbaj. Chance két pisztollyal megöli van Cleefet, majd megverekszik Fouchonnal, gránátot tesz a nadrágjába és a falhoz rúgja. Fouchon felrobban, Chancék pedig kimenekülnek az égő gyárból.

## Rendezői változat
A rendezői változat 116 perces, amiben összesen 20 perc az időlassításokat teszi ki, amit azért távolítottak el, hogy a film NC-17-es korhatárt kapjon. A végső változatból sok jelenetet kivágtak: van Cleef a film elején elmondja Lopakinak (a nyilas férfi), hogy pocsékul lő és legközelebb ne hibázzon. A fül levágásos jelenet teljes hosszúságú. Chance és Natasha párbeszédének van egy 3 perces változata, ami Chance lakásán játszódik. Ez azonban az amerikai DVD-kiadáson rajta van. Fouchon zongorázási jelenetének is van egy másik változata: a dal játszása közben dokumentumfilmeket mutatnak különböző állatok levadászásáról.
Mielőtt Fouchon leejti a kést, elmond egy történetet, ami egy vadászról szól, aki meghalt Afrikában. Amikor Ropert eltalálják, újra felkel, majd megint meglövik. Mikor Chance és Natasha találkozik a férfi nagybátyjával, Chance elkezd énekelni, mielőtt bemutatná Natashát. A gyárban lévő jelenet is hosszabb és véresebb (30 ember hal meg, a végső változatban szereplő 10 helyett). A végső küzdelem Chance és Fouchon között is más. A van Cleef elleni párbajban, kivágták azt a mondatot, mikor van Cleef azt mondja Chancenek: „Hamarosan találkozni fogsz Elvis-szel.” Ezt az előzetesben lehetett látni, a 116 perces és a 97 perces változatban azonban nem.

## Szereposztás
| Színész               | Szerep           | Magyar hang   |
| --------------------- | ---------------- | ------------- |
| Jean-Claude Van Damme | Chance Boudreaux | Mihályi Győző |
| Arnold Vosloo         | Pik van Cleef    | Jakab Csaba   |
| Lance Henriksen       | Emil Fouchon     | Rajhona Ádám  |
| Yancy Butler          | Natasha Binder   | Szirtes Ági   |
| Willie C. Carpenter   | Elijah Roper     | Kristóf Tibor |
| Wilford Brimley       | Douvee bácsi     | Szabó Ottó    |

A film írója/ co-producere, Chuck Pfarrer is játszik egy kis szerepet a filmben: a film nyitójelenetében ő Douglas Binder, az a hajléktalan, akit megölnek.

## Produkció
John Woo ezzel a filmmel debütált Amerikában rendezőként, ebben a filmben is megtalálhatók gyakran használt motívumai: galambok, motorok és lassított felvételek. Kurt Russell volt eredetileg tervbe véve a főszerep eljátszására, majd miután visszautasította, megkeresték a belga akciósztárt, aki végül 3 millió dollárt kapott a szerep eljátszásáért.
A filmet New Orleans-ban (Louisiana állam, USA) forgatták. Azt a jelenetet, amikor Van Cleef levágja Randal fülét, a Kutyaszorítóban című filmből vettek át, mivel a film rendezője Quentin Tarantino is használta pár jelenetben a Woo által kitalált "Mexican Standoff" stílust. A film végére eredetileg egy hajós üldözés volt tervezve, de lecserélték a lovas üldözésre, mert Jean-Claude ahhoz ragaszkodott. Az 1997-es John Woo film, az Ál/Arc viszont már hajós üldözéssel zárult.
Jean-Claude édesapja, Eugene Van Varenberg immár másodszor volt egy Van Damme film társproducere.
A filmben Lance Henriksen pisztolya egy Thompson Center Contender volt, amely egy egylövetű pisztoly és különböző kaliberű hüvelyek helyezhetők bele.

## Fogadtatás
A filmet 1999 amerikai mozi mutatta be, ahol 32 589 677 dollár bevételt hozott. Világszerte 77 589 677 millió dollárt szedett össze, így szerte a világban sikeres filmnek mondható. Bár a kritikai reakciók nagyon vegyesek voltak, egyesek szerint John Woo-nak nem tett jót az amerikába való kivándorlás és hogy a hollywood-i álomgyár megváltoztatta. Mások azt mondták, hogy a Tökéletes célpont egy kiemelkedően szórakoztató akciófilm, ami elejétől a végéig izgalmas. Az Internet Movie Database-on jelenleg 6,1 ponton áll, a Rotten Tomatoes nevű honlapon 49%-ot kapott, a kiemelt kritikusok pedig 50%-ra értékelték.
A film eredetileg egy NC-17 osztályzást kapott az USA-ban, de még 7 alkalommal előterjesztették az MPAA-nak, és végül az R osztályozást kapta.
1994-ben Lance Henriksen-t a filmben nyújtott alakításáért jelölték a Szaturnusz-díjra a Legjobb mellékszereplő kategóriában, amit meg is nyert. Szintén 1994-ben az MTV Movie Awards-ön a film két jelölést is kapott. Jelölték a Legjobb akciójelenet kategóriában a filmbéli motoros jelenetért, és Jean-Claude-ot jelölték a Legkívánatosabb férfi kategóriájában a filmben nyújtott alakításáért.